# نابض رباطي

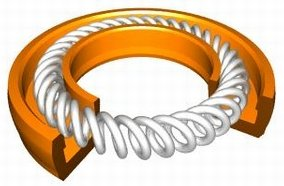
نابض رباطي داخل محكم مطاطي

النابض الرباطي عبارة عن نابض فولاذي ملفوف متصل عند كل طرف لتكوين شكل دائري، ويستخدم في محكمات الزيت، والمحركات التي تعمل بالسيور ، والموصلات الكهربائية . تشبه عملية تصنيع النوابض الرباطية عملية تصنيع النوابض العادية، والإختلاف هو إضافة ربط الأطراف معًا في عملية تصنيع النوابض الرباطية. مثل معظم النوابض الأخرى، عادة ما يتم تصنيع النوابض الرباطية إما من الفولاذ الكربوني أو أسلاك الفولاذ المقاوم للصدأ .

## التصنيع

### عملية
هناك أربع مراحل رئيسية لإنتاج نوابض الرباط الفولاذية. الخطوة الأولى هي قطع ولف بكرات من الأسلاك الفولاذية لإنتاج نوابض ملفوفة عادية. تتناسب قوة النابض مع سمك السلك. يتم لف نوابض الضغط بطريقة تجعل الملفات متباعدة بشكل أكبر، بينما لا تحتوي نوابض الامتداد على مسافة بين الملفات.
الخطوة الثانية هي ربط كل طرف من طرفي النابض لتشكيل الشكل الدائري الفريد للرباط. ويمكن تحقيق ذلك من خلال عدة طرق مختلفة:
- ربط الحلقات على طرفي النابض.
- باستخدام موصل قصير مع خطاف في أحد طرفيه وحلقة في الطرف الآخر لربط الحلقات.
- تصغير القطر على أحد طرفي النابض بحيث يتناسب مع الطرف الآخر (مفصل السن). هذه هي الطريقة الأكثر شيوعا المستخدمة. من الضروري إعادة النابض إلى الخلف لمنع التوتر الدوراني الذي قد يؤدي إلى تشويه النابض.

المرحلة الثالثة هي المعالجة الحرارية ، مما يمنع النابض من أن يكون هشًا للغاية. تتضمن المعالجة الحرارية وضع النابض في الفرن على درجة حرارة عالية لفترة زمنية محددة مسبقًا، ثم تركه يبرد ببطء.
المرحلة الرابعة هي تطبيق اللمسات الأخيرة على النابض، والتي قد تشمل الطحن (تسطيح أطراف النابض)، والطرق (إطلاق كرات فولاذية صغيرة على الزنبرك لزيادة صلابة السلك)، والإعداد (تثبيت الطول ودرجة الميل بشكل دائم للنابض)، والطلاء ( الطلاء الكهربائي أو وضع الطلاء أو المطاط على السطح لمنع التآكل)، والتعبئة والتغليف.

### مواد التصنيع
عادةً ما يُستخدم سلك الفولاذ الكربوني  في النوابض الرباطية نظرًا لسعره المعقول وسهولة استخدامه، مقارنةً بالفولاذ المقاوم للصدأ. تتمتع نوابض الفولاذ الكربوني  بنقطة خضوع عالية جدًا، وتكون قادرة على العودة إلى شكلها الأصلي عند تشوهها مؤقتًا. يتراوح محتوى الكربون في أسلاك الفولاذ الكربوني من 0.50 إلى 0.95 بالمائة. هذه الكمية الصغيرة نسبيًا من الكربون كافية لتحسين صلابة النابض. إن القرب من الزيت ومحركات الضغط العالي يعني أن نوابض الرباط المعالجة بالحرارة ضرورية لتحمل درجات حرارة تزيد عن 100 درجة مئوية. ومع ذلك، فإن الفولاذ الكربوني غير مناسب للبيئات شديدة التآكل؛ سيكون الفولاذ المقاوم للصدأ خيارًا أكثر قابلية للتطبيق. يختلف الفولاذ المقاوم للصدأ عن الفولاذ الكربوني في كمية الكروم الموجودة فيه؛ يحتوي الفولاذ المقاوم للصدأ على ما بين 10.5% إلى 11% من الكروم من حيث الكتلة، بينما يحتوي الفولاذ الكربوني على حوالي 1%.

## التطبيقات
تُستخدم معظم النوابض الرباطية في المحكمات القطرية.  نظرًا لأنها قادرة على تحمل القوى من جميع الاتجاهات، فإن النوابض الرباطية تكون فعالة في التعامل مع التغيرات في الحجم والضغط ودرجة الحرارة واللزوجة . 